# Font i abeurador del Cup
La Font i abeurador del Cup és una obra de Salàs de Pallars (Pallars Jussà) inclosa a l'Inventari del Patrimoni Arquitectònic de Catalunya.

## Descripció
Font i abeurador situats a l'exterior de l'antiga muralla a Capdevila.
Font de pedra de planta quadrada i coberta per una construcció piramidal rematada per una esfera de pedra picada. A tres de les seves cares hi ha les piques d'aigua i, a la cara de l'oest, hi ha els abeuradors, de planta rectangular.

## Història
La font i l'abeurador capten aigua de l'ntic cup de dalt la vila, de possible origen medieval.